# Pwllheli
Pwllheli je obec na pobřeží poloostrova Llŷn na severu Walesu. Podle sčítání z roku 2011 zde žilo přes čtyři tisíce lidí, přičemž více než 80 % z nich mluvilo velšsky.
V letech 1875, 1925 a 1955 se zde konal tradiční festival National Eisteddfod. V obci se nachází základní (Ysgol Cymerau) a střední škola (Ysgol Glan y Môr). 
Pwllheli je koncovou stanicí pobřežní větve (Cambrian Coast Line) železniční trati Cambrian Line, vedoucí z anglického Shrewsbury. V roce 1894 byla obec propojena úzkorozchodnou koňskou dráhou s přibližně čtyři kilometry vzdálenou vesnicí Llanbedrog. Spojení bylo zrušeno v roce 1927 a zanedlouho byly koleje demontovány.